# Meistaradeildin (1964)
Meistaradeildin 1964 – 22. sezon pierwszej ligi piłki nożnej archipelagu Wysp Owczych. W rozgrywkach brały udział 4 zespoły, jednak po dwóch pierwszych meczach KÍ Klaksvík wycofał się z rywalizacji. Zwycięzcą został HB Tórshavn, mistrz z poprzedniego sezonu. 

## Uczestnicy
| Uczestnicy Meistaradeildin 1963                                                                               | Uczestnicy Meistaradeildin 1963 | Uczestnicy Meistaradeildin 1963 | Uczestnicy Meistaradeildin 1963 |
| --- | ------------------------------- | ------------------------------- | ------------------------------- |
| HB | HB Tórshavn                     | 1                               |                                 |
| B36 | B36 Tórshavn                    | 3                               |                                 |
| TB | TB Tvøroyri                     | 4                               |                                 |
| Oznaczenia: - kolumna pierwsza – skróty nazw drużyn, - kolumna trzecia – miejsce zajęte w poprzednim sezonie. |                                 |                                 |                                 |

## Rozgrywki

### Tabela
| Lp. | Drużyna         | M | Z | R | P | Bramki | Bramki | Różn. | Pkt | Uwagi |
| --- | --------------- | - | - | - | - | ------ | ------ | ----- | --- | ----- |
| 1   | HB Tórshavn (M) | 4 | 3 | 0 | 1 | 15     | 6      | +9    | 6   |       |
| 2   | B36 Tórshavn    | 4 | 2 | 0 | 2 | 6      | 7      | −1    | 4   |       |
| 3   | TB Tvøroyri     | 4 | 1 | 0 | 3 | 8      | 16     | −8    | 2   |       |

### Wyniki spotkań
| Gospodarz \ Gość | B36 | HB  | TB  |
| B36 Tórshavn     |     | 0:3 | 3:2 |
| HB Tórshavn      | 0:2 |     | 7:2 |
| TB Tvøroyri      | 2:1 | 2:5 |     |

Aktualne na 14 marca 2015. Źródło: FaroeSoccer.com
Objaśnienia:
1Drużyna gospodarzy jest wymieniona po lewej stronie tabeli.
Kolory: zielony – zwycięstwo gospodarzy, żółty – remis, różowy – zwycięstwo gości.
KÍ Klaksvík rozegrał dwa spotkania, których wynik został unieważniony z powodu wycofania się klubu z rozgrywek:
| 19 kwietnia 1964 | HB Tórshavn | 4:0 | KÍ Klaksvík | Gundadalur (Ovari Vøllur), Tórshavn |
|                  |             |     |             |                                     |

| 30 maja 1964 | KÍ Klaksvík | 1:1 | B36 Tórshavn | Djúpumýra, Klaksvík |
|              |             |     |              |                     |